# In teatro - Il concerto 1992/93
In teatro - Il concerto 1992/93 è un album live di Fabrizio De André pubblicato postumo nel 2012 in edicola e facente parte delle uscite del box-set I concerti.

## Tracce

### CD1
1. L’infanzia di Maria
2. Tre madri
3. Jamin-à
4. Nancy
5. Giovanna d'Arco
6. Le traduzioni (parlato)
7. Franziska
8. Le passanti
9. Le donne (parlato)
10. Via del Campo
11. La Canzone di Marinella
12. Bocca di Rosa

### CD2
1. Megù megùn
2. A Pittima
3. Sinàn Capudàn Pascià
4. Gli idiomi (parlato)
5. Presentazione la ballata del Michè (parlato)
6. La ballata del Michè
7. Amico fragile
8. I Carbonari
9. Presentazione Il Gorilla (parlato)
10. Il Gorilla
11. Don Raffaè
12. La guerra di Piero
13. Fiume Sand Creek
14. Presentazione band (parlato)
15. Il pescatore
16. Sidun
17. I figli della Luna (parlato)
18. Andrea

## Registrazioni
Le registrazioni dell'album sono tratte dai concerti al Teatro Olimpico di Roma, al Teatro Smeraldo di Milano e al Teatro Politeama di Lecce facenti parte del tour teatrale 1992/93.